# Hugonia platysepala
Hugonia platysepala är en linväxtart som beskrevs av Friedrich Welwitsch och Daniel Oliver. Hugonia platysepala ingår i släktet Hugonia och familjen linväxter. Inga underarter finns listade i Catalogue of Life.